# ナイテック・プレシジョン
ナイテック・プレシジョン・アンド・テクノロジーズ株式会社（ないてっく・ぷれしじょん・あんど・てくのろじーず）は、兵庫県姫路市に本社を置くNISSHAの子会社である。

## 概要
携帯電話、携帯ゲーム機、カーナビなどで使われるタッチパネルの製造・販売を行なっている。なかでも、中型や小型のタッチパネルの生産は世界でも大きなシェアを誇る。

## 沿革
- 2000年 - 設立。

平成21年12月
東芝モバイルディスプレイの子会社、ティー・エフ・ピー・ディー株式会社姫路工場の生産停止後、
土地･建物をNISSHA株式会社に貸与。
ナイテック・プレシジョン・アンド・テクノロジーズ株式会社　姫路工場となる。